# Flora (publicación)
Una Flora es un cuaderno  u otro tipo de obra que describe especies de plantas (flora) en un área o tiempo determinado, a menudo con el objetivo de permitir su identificación. El término a menudo se utiliza con mayúscula para distinguir su uso de "flora", que se refiere a las plantas antes que a sus descripciones.
Las Floras pueden requerir conocimiento especializado en botánica para ser utilizadas efectivamente. Las floras publicadas a menudo contienen claves dicotómicas, o claves de identificación de especímenes, que requieren el examen repetido de una planta por parte del usuario para decidir cuál de las dos alternativas dadas se ajusta con más exactitud a la planta.
Las Floras que se producen a un nivel local o regional raramente contienen claves de identificación. En cambio buscan ofrecer un entendimiento más detallado del estado local y la distribución de las plantas de esa área. Los mapas mostrando la distribución de las especies pueden ser incluidos en este tipo de Floras, y en la actualidad son bases de datos biológicas generadas en computadoras. Una Flora puede hacer referencias a nuevos arribos e incluir registros históricos para proveer de conocimientos sobre los cambios en la vegetación de esa área a lo largo del tiempo.

## Historia
La Flora Danica de Simon Paulli de 1648 es probablemente el primer libro titulado "Flora" que se refiere a las plantas de una cierta región. Describe principalmente plantas medicinales de Dinamarca. La Flora Sinensis del jesuita polaco Michał Boym es otro ejemplo temprano de un libro titulado "Flora". Sin embargo, a pesar de su título, este cubría no solamente plantas sino también animales de la región de China e India.

## Floras clásicas
Europa
- Flora Londinensis, William Curtis. Inglaterra 1777-1798.
- Flora Graeca, John Sibthorp. (England) 1806-1340.
- Flora Danica, Simón Paulli. Dinamarca, 1847.
- Flora Jenensis, Heinrich Bernard Ruppius Alemania, 1718.
- Flora Scorer, Paolo Di Canio. 1723.
- Flora Suecica, Carlos Linneo. 1745.

India
- Hortus indicus malabaricus, Hendrik van Rheede 1683-1703.

Indonesia
- Flora Javae, Carl Ludwig Blume and Joanne Baptista Fischer. 1828.

## Floras modernas

#### Asia
China y Japón
- Flora de China[3][4]
- Flora de Japón

Sudeste de Asia
- Flora de Tailandia
- Florae Siamensis Enumeratio
- Flora Malesiana (1984-hasta el presente) Sobre Flora Malesiana Archivado el 21 de diciembre de 2005 en Wayback Machine..
- Flora of the Malay Peninsula
- Flore du Cambodge, du Laos et du Viêt-NamRegiones florísticas de Europa según Wolfgang Frey y Rainer Lösch.

Región India
- Flora de Bután

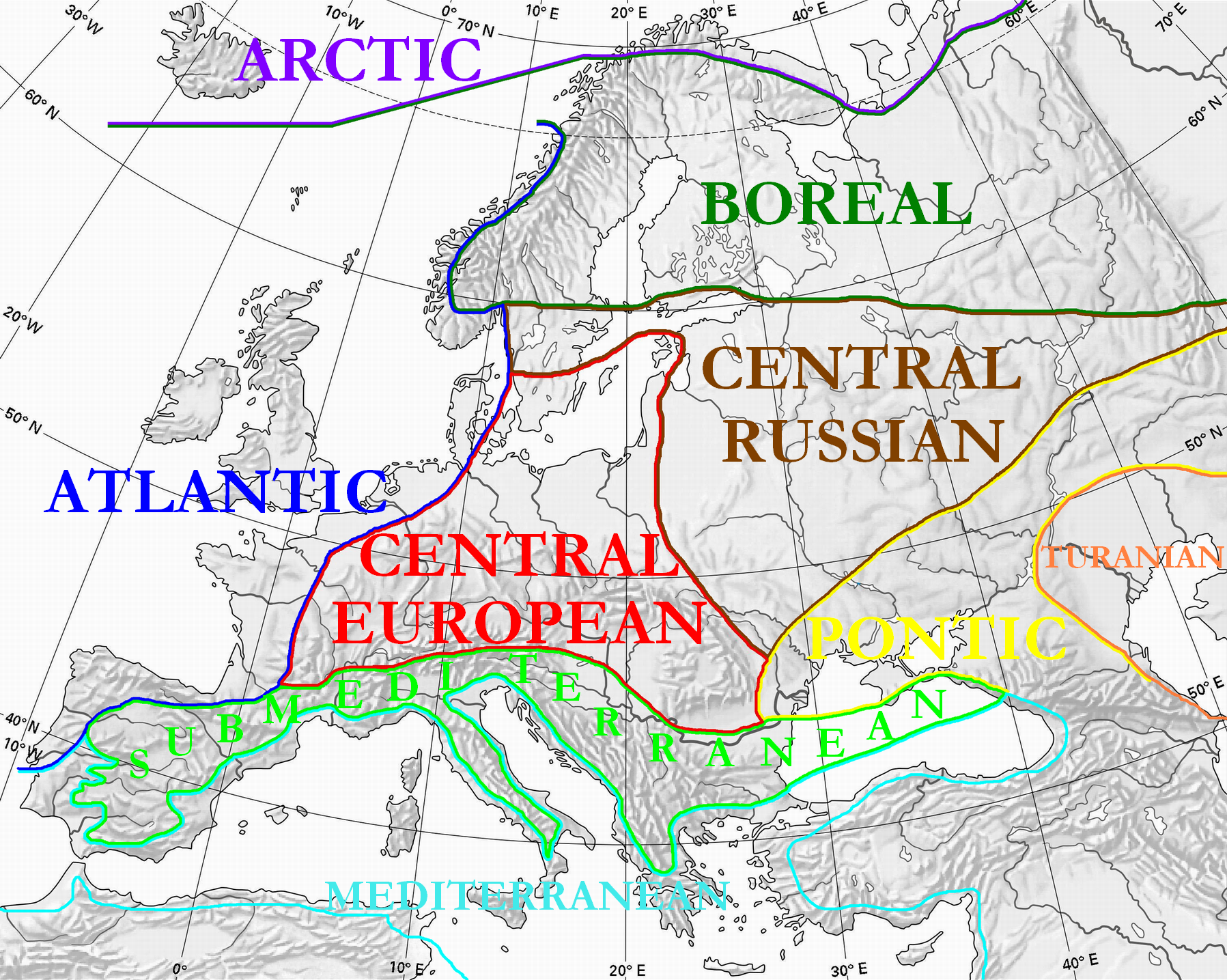
Regiones florísticas de Europa según Wolfgang Frey y Rainer Lösch.

- Flora of the Presidency of Madras by J.S. Gamble (1915-36)
- Flora de Nepal
- Bengal Plants by D. Prain (1903)
- Flora of the upper Gangetic plains by J. F. Duthie (1903-29)
- Botany of Bihar and Orissa by H.H. Haines (1921-25)
- Flora of British India (1872-1897) by Sir J.D. Hooker

#### Medio Este y Oeste Asiático
- Flora of Turkey
- Flora Iranica
- Flora Palaestina:
  - M. Zohary (1966). Flora Palaestina part 1
  - M. Zohary (1972). Flora Palaestina part 2
  - N. Feinbrun (1978). Flora Palaestina part 3
  - N. Feinbrun (1986). Flora Palaestina part 4
  - A. Danin, (2004). Distribution Atlas of Plants in the Flora Palaestina Área (Flora Palaestina part 5)
  - Online updates: https://web.archive.org/web/20070828033350/http://flora.huji.ac.il/browse.asp?lang=en&action=showfile&fileid=14005

#### Australasia
- Flora de Australia
- Flora de Nueva Zelanda series:
  - Allan, H.H. 1961, reprinted 1982. Flora of New Zealand. Volume I: Indigenous Tracheophyta - Psilopsida, Lycopsida, Filicopsida, Gymnospermae, Dicotyledons. ISBN 0-477-01056-3
  - Moore, L.B.; Edgar, E. 1970, reprinted 1976. Flora of New Zealand. Volume II: Indigenous Tracheophyta - Monocotyledons except Graminae. ISBN 0-477-01889-0
  - Healy, A.J.; Edgar, E. 1980. Flora of New Zealand Volume III. Adventive Cyperaceous, Petalous & Spathaceous Monocotyledons. ISBN 0-477-01041-5
  - Webb, C.J.; Sykes, W.R.;Garnock-Jones, P.J. 1988. Flora of New Zealand Volume IV: Naturalised Pteridophytes, Gymnosperms, Dicotyledons. ISBN 0-477-02529-3
  - Edgar, E.; Connor, H.E. 2000. Flora of New Zealand Volume V: Grasses. ISBN 0-478-09331-4
  - Volumes I-V: First electronic edition, Landcare Research, June 2004. Transcribed by A.D. Wilton and I.M.L. Andrés
- Galloway, D.J. 1985. Flora of New Zealand: Lichens. ISBN 0-477-01266-3
- Croasdale, H.; Flint, E.A. 1986. Flora of New Zealand: Desmids. Volume I. ISBN 0-477-02530-7
- Croasdale, H.; Flint, E.A. 1988. Flora of New Zealand: Desmids. Volume II. ISBN 0-477-01353-8
- Croasdale, H.; Flint, E.A.;Racine, M.M. 1994. Flora of New Zealand: Desmids. Volume III. ISBN 0-477-01642-1
- Sykes, W.R.; West, C.J.; Beever, J.E.; Fife, A.J. 2000. Kermadec Islands Flora - Special Edition. ISBN 0-478-09339-X

#### Islas del Pacífico
- Flora Vitiensis Nova, a New Flora of Fiji
- Manual of the Flowering Plants of Hawai‘i, Warren L. Wagner and Derral R. Herbst (1991) + suppl.  (enlace roto disponible en Internet Archive; véase el historial, la primera versión y la última).
- Flore de la Nouvelle-Calédonie
- Flore de la Polynésie Française (J. Florence, vol. 1 & 2, 1997 & 2004)

#### Europa
- Flora Europaea at the site of The Royal Botanical Gardens of Edinburgh Flora Europaea
- Flora de Europa

Islas británicas
- Morton, O.1994. Marine Algae of Northern Ireland. Ulster Museum, Belfast. ISBN 0 900761 28 8
- Clive A. Stace, and Hilli Thompson (ilustrador). A New Flora of the British Isles. 2nd ed. Cambridge University Press, 1997. ISBN 0-521-58935-5
- Beesley, S. and J. Wilde. Urban Flora of Belfast. Belfast: Institute of Irish Studies, Universidad Queen de Belfast, 1997
- Killick, John, Roy Perry and Stan Woodell. Flora of Oxfordshire. Pisces Publications, 1998. ISBN 1-874357-07-2
- Bowen, Humphry. The Flora of Dorset. Pisces Publications, 2000. ISBN 1-874357-16-1
- Flora Céltica Plants and people in Celtic Europe

Otros territorios europeos
- Flora ibérica
- Flora de las Azores Archivado el 26 de mayo de 2011 en Wayback Machine.
- Flora Danica Archivado el 24 de enero de 2007 en Wayback Machine.
- Flora de Rumania

#### África y Madagascar
- Flore du Gabon
- Flore du Cameroun
- Flora of Tropical África
- Flora of Tropical East África
- Flora Capensis
- Flora Zambesiaca
- Flora of South África
- Flore du Rwanda
- Flore de Madagascar et des Comores

América
► Vegetales americanos
► Flora de América Central ► Flora de América del Norte ► Flora de América del Sur